# Abraham von Worms
| Nachdruck der Erstausgabe Peter Hammer 1725 bei Scheible in Stuttgart 1853                                                                           |
| --- |
| |
| Inhalt |
| 1. Buch : Magischer Lebensweg 2. Buch : Die magisch-sympathetische Rezeptsammlung 3. Buch : Der magische Ritus 4. Buch : Magische Buchstabenquadrate |

Abraham von Worms ist ein fiktiver jüdischer Gelehrter (Pseudoepigraphie), dem ein umfangreicher magischer Text  des 15. Jahrhunderts (vorgeblich aus Worms) zugeschrieben wird, der in deutscher Sprache überliefert wurde. Der Autor stellt sich im ersten Satz von Buch I selbst als Abraham ben Rabbi Shimon bar Jehuda ben Rabbi Shimon vor.
Der Titel der ersten gedruckten Edition lautet:
Des Juden Abraham von Worms Buch der wahren Praktik in der uralten göttlichen Magie und in erstaunlichen Dingen, wie sie durch die heilige Kabbala und durch Elohym mitgetheilt worden sammt der Geister- und Wunder-Herrschaft, welche Moses in der Wüste aus dem feurigen Busch erlernet, alle Verborgenheit der Kabbala umfassend. – Aus der hebräischen Pergament-Handschrift von 1387 im XVII. Jahrhundert verteutscht und wortgetreu herausgegeben. Köln am Rhein, bei Peter Hammer 1725.
In Buch I veranschaulicht Abraham seinen magischen Lebensweg als Reisegeschichte der Jahre 1383 bis 1404 (Böhmen, Österreich, Ungarn, Griechenland, Konstantinopel, die Wüste Sinai, das südwestliche Palästina, ein Ort namens Araki in Oberägypten nördlich Luxor, in direkter Nachbarschaft zu Nag Hammadi, Italien und Frankreich). Seine Suche führt ihn nach Araki, wo er kabbalistische Unterweisung erhält. Buch I auf der Suche nach wahrer „Kabbala und Magia“ schildert im Detail Magier unterschiedlicher Nationen in ihrer magischen Ausübung und beurteilt ihr Handeln.  Die magisch-sympathetische Rezeptsammlung von Buch II diente im 18. Jahrhundert als Vorlage für Das sechste und siebente Buch Mosis. Buch III dokumentiert den ersten vollständig erhaltenen Ritus der Bändigung dienstbarer Geister zur höheren Ehre Gottes unter dem Patronat des Schutzengels. Abraham bezeichnet diese Magie selbst als „göttliche Weisheit und Kabbala“. Buch IV besteht aus magischen Buchstabenquadraten. Sie sind für alle möglichen praktischen und phantastischen Zwecke systematisch gegliedert. Der ethische Anspruch dieser göttlichen Magie, die der Magia naturalis entspricht, wird im Buch III und I verdeutlicht.

## Leben Abrahams
Georg Dehn, Herausgeber einer textvergleichenden Ausgabe, setzt die Geburt Abrahams von Worms zwischen 1355 und 1363 an. Er nimmt an, dass es sich um den Gelehrten Jacob Molin (oder Mölln) ben HaLevi (Akronym MaHaRil) handelt, der bis 1427 lebte. Abraham stamme aus dem Herkunftsgebiet der Aschkenasim, dem sogenannten SchUM (nach den Anfangsbuchstaben Speyer, Worms, Mainz).
Teile von Abrahams Leben werden in Buch I, Kapitel 1–12 in Form einer Reisegeschichte geschildert. Danach bereiste Abraham ab 1387 viele europäische und orientalische Länder auf der Suche nach göttlicher Weisheit. In seinen Erlebnisse überliefert er einen Selbstversuch mit Hexensalbe sowie einen Augenzeugenbericht über den berühmten Schneezauber des Mittelalters: Einer, Philonion, zeigte, dass er bei klarem Sonnenschein mittags so finstere Nacht machte, mit Blitz und Donnerwetter, dass mir der Angstschweiß ausbrach. Und es fiel Schnee, trotz Sommerzeit, eine halbe Wade hoch. Dies hielt an, bis mich der Alte bei der Hand nahm und mich sechs Schritt fort führte aus dem Schnee. Als ich mich umdrehte, war aber alles verschwunden und der Himmel heiter wie zuvor. Schließlich begegnet er in der Nähe des Wüstendorfes Araki dem Weisen Abramelin. Ob Abramelin Abraham die Tora lehrte, bleibt ungewiss. Man erfährt lediglich, dass er den Autor für ein Jahr unterweist. Allein der Hinweis Abrahams, dass Abramelin ihn freundlich aramäisch begrüßte (Buch I, Kapitel IV), gibt einen Wink auf Abramelins jüdische Herkunft.
Nach seiner Rückkehr im Jahre 1404 begann Abraham sein Leben so einzurichten, dass er die 18-monatige Selbsteinweihung beginnen konnte. Die praktischen Ergebnisse dieses langwierigen Ritus dauern etwa von 1410 bis zu seinem Tod. Rätselhaft bleibt, wie es ihm gelungen sein soll, Berater der Schisma-Päpste und Vertrauter des römisch-deutschen Königs Sigismund zu werden. Dessen Hofschreiber Eberhard Windeck erwähnt Abraham, geschweige denn den MaHaRil, mit keinem Wort. Jedoch taucht ein Jude Abraham in den Regesten König Sigismunds 1418 und 1426 auf. Zum Dank für treue Dienste nimmt er ihn und „seine Familie samt Habe in des Reiches Schutz“.

## Textgeschichte

### Sämtliche Manuskripte
Sämtliche Manuskripte von Abrahams Buch der wahren Praktik in der uralten göttlichen Magie… befinden sich in Dresden, Wolfenbüttel, Wien, Paris und Oxford. Die aramäische Version, Oxford, Bodleian Library, beschränkt sich auf Buch I ohne Hinweis auf weitere Bücher. Es handelt sich nach Gershom Scholem bei der Handschrift in Oxford um eine Rückübersetzung des 17. Jahrhunderts:

„The Book of the Sacred Magic of Abra-Melin (London, 1898), das angeblich eine englische Übersetzung eines hebräischen Textes sein soll, der im 15. Jahrhundert von einem gewissen „Abraham, dem Juden aus Worms“ verfasst worden sei und in modernen europäischen Okkultistenkreisen weithin als klassischer Text der praktischen Kabbala angesehen wurde, ist in Wirklichkeit nicht von einem Juden geschrieben, obwohl sein anonymer Autor aus dem 16. Jahrhundert über ungewöhnliche Kenntnisse des Hebräischen verfügte. Das Buch war ursprünglich auf Deutsch geschrieben, und das in Oxford gefundene hebräische Manuskript (Neubauer 2051) ist einfach eine schlechte Übersetzung. In der Tat zirkulierte das Buch in verschiedenen Ausgaben in mehreren Sprachen. Es zeigt den teilweisen Einfluss jüdischer Ideen, hat aber keine exakte Entsprechung in der kabbalistischen Literatur.“

Scholem hat seine Einschätzung der Autorschaft im Laufe der Zeit geändert. So vertrat er noch 1927 eine jüdische Autorschaft. Er änderte diese Einschätzung später, nachdem er klare Hinweise für den Einfluss Pico della Mirandolas im Text gefunden hatte.
Die Wolfenbütteler Manuskripte vermutet Dehn als Quelle der französischen Handschrift in der Bibliotheque de l'Arsenal. Bisher in der Forschung unberücksichtigt blieben zwei mit ungenauen Angaben möglicherweise in Wien befindliche Manuskripte.

### Sprache des Textes
Im Gegensatz zur Angabe des Buchtitels der Edition Peter Hammer 1725, die lautet: Aus der hebräischen Pergament-Handschrift von 1387 im XVII. Jahrhundert verteutscht und wortgetreu herausgegeben, schrieb Abraham nach eigenen Worten (Buch II, 10. Kapitel) sein Buch auf Deutsch. Dies erklärt Abraham seinem Sohn Lamech,  der sich damals noch im Kleinkinderalter befunden haben muss, schriftlich: „Wer weiß, ob du noch dazu [zum Hebräischen] gelangst? Drum habe ich dir dieses ganze Buch in einfacher Alltagssprache geschrieben.“ Die Genauigkeit der deutschen Handschriften in Dresden und Wolfenbüttel wird durch spätere Abschriften vom deutschen Urtext Abrahams verständlich. Sämtliche deutsche Texte enthalten vier Bücher. Auch die Edition Peter Hammer ist sehr exakt und nach Georg Dehn mit dem ältesten bisher bekannten deutschen Text aus Wolfenbüttel (1608) fast übereinstimmend.

### Die Herausgeber

#### Peter Hammer
Die erste bekannte Druckausgabe erschien angeblich 1725 mit der Verlagsangabe Peter Hammer, Köln am Rhein unter dem Titel:
Die egyptischen großen Offenbarungen, in sich begreifend die aufgefundenen Geheimnißbücher Mosis; oder des Juden Abraham von Worms Buch der wahren Praktik in der uralten göttlichen Magie und in Erstaunlichen Dingen, wie sie durch die heilige Kabbala und durch Elohym mitgetheilt worden. Sammt der Geister- und Wunder-Herrschaft, welche Moses in der Wüste aus dem feurigen Busch erlernet, alle Verborgenheiten der Kabbala umfassend. Aus einer hebräischen Pergament-Handschrift von 1387 im XVII. Jahrhundert verteutscht und wortgetreu herausgegeben.
Tatsächlich gibt es für diese Ausgabe keinen Nachweis. Sie wird von Georg Dehn als maßgeblich angesehen. Um 1850 erschien bei Johann Scheible in Stuttgart ein Druck dieser Ausgabe, weshalb vermutet wird, dass Scheible der eigentliche Herausgeber der auf 1725 vordatierten Buchdruck-Veröffentlichung war, der auch andere okkultistische Bücher erfolgreich publizierte. „Peter Hammer, Cölln“ bzw. die französische Form „Pierre Marteau, Cologne“ war eine im 17. und 18. Jahrhundert häufig verwendete fingierte Verlagsadresse.

##### „MacGregor“ Mathers
Bis 1995 war Grundlage die dreifach rückübersetzte Ausgabe des Samuel Liddell MacGregor Mathers bei Schikowski 1957.
Zunächst übertrug Mathers 1897 eine französische Handschrift des 18. Jahrhunderts (Bibliothek de l'Arsenal, Paris) ins Englische. Dieser Text wurde vordem von einem Unbekannten aus dem Deutschen ins Französische übersetzt. Am 2. Juli 1897 stellte Mathers das englische Manuskript fertig und veröffentlichte es 1898 beim Watkins Verlag London.

##### Johann Richard Beecken
Mathers englische Übersetzung, durch die Abrahams Buch im englischen Sprachraum bekannt wurde, brachte der Niederländer Johann Richard Beecken 1957 für Schikowski vom Englischen zurück ins Deutsche.
Das fragwürdige französische Manuskript berichtet von Abrahams vollendeten 98 Jahren. Das Manuskript weist viele Transkriptionsfehler auf sowie Lücken wegen unverstandener Abkürzungen. In anderen, älteren und nachweislich ursprünglicheren Handschriften ist vom Alter Abrahams keine Rede. Mathers Übersetzung ins Englische aus dem Französischen enthält nur drei Bücher. Deutlich unterscheidet sich die Dauer der Einweihung bei Mathers in sechs Monaten von allen deutschen Texten, die achtzehn Monate angeben.

#### Jürg von Ins
Erste textvergleichende und interdisziplinäre Versuche unternahm der Schweizer Theologe und Religionswissenschaftler Jürg von Ins (* 1953) mit seinem 1988 herausgegebenen Band unter dem Titel Abraham von Worms: Das Buch der wahren Praktik in der göttlichen Magie. Er bringt vom Text Abrahams eine massiv gekürzte Auswahl nach verschiedenen Handschriften und Drucken. Bemerkenswert neben einer bisher unerreicht vollständigen Wirkungsgeschichte bleibt an dieser thematisch vielfältigen fehlerhaften Arbeit im Anhang ein Exkurs durch ein Tagebuch eines schizophren Erkrankten, wodurch sich evokationsmagische Phänomene ansatzweise interpretieren lassen.

#### Oskar Rudolf Schlag
Das nach Jürg von Ins fälschlich als aus Carl Gustav Jungs Nachlass bezeichnete Schreibmaschinenskript stellt tatsächlich ein vom Zürcher Ingenieur Traugott Egloff vor 1969 abgetipptes Exemplar aus dem Besitz Oskar Rudolf Schlags dar. Dieses Schreibmaschinenskript wird dargestellt als Abschrift der ersten gedruckten Version Peter Hammers von 1725. Laut Peter-Robert König kam von Ins über Robert Möller an eine ohne Schlags Einverständnis weitergegebene Egloffsche Kopie des Abrahamtextes, worüber Schlag sehr erbost war. Dadurch erklärt sich König die Mär vom Jungschen Ursprung, die demnach Schlag selbst in die Welt setzte. Peter-Robert König veröffentlichte diese Schreibmaschinenversion vollständig in den Originaltexten seiner Wirkungsgeschichte von Crowley bis zur Gegenwart unter dem Titel Abramelin & Co. 1995.

#### Peter-R. König
Der Ethnologe und Psychologe Peter-Robert König (* 1959) aus Zürich publiziert seit vielen Jahren ausschließlich über den Ordo Templi Orientis und verwandte Gruppen. Dabei wurde er fast überall deren Mitglied (Aktionsforschung). Sein Abramelin & Co. (1995) enthält das Schreibmaschinenskript von Egloff. Eine mit dieser Arbeit schwerpunktmäßig verbundene Wirkungsgeschichte, wie bei Königs Arbeiten üblich, mit vielen Brief-, Mail- und Manuskript-Reprints diversester Okkultisten, rundet diese Edition ab.

#### Georg Dehn
Erste textkritische Forschungen des in Eich (Rheinhessen) aufgewachsenen Autodidakten Georg Dehn (1954–2025) über das Buch des Abraham beginnen um 1981. Dehns vollständige und kritisch überarbeitete Ausgabe 1995 unter dem Titel Buch Abramelin orientiert sich an wissenschaftlichen Editionen. Sie versucht eine synoptische Rekonstruktion des Urtextes mit größtmöglicher Annäherung aufgrund Berücksichtigung der ältesten Handschriften und Drucke. Zu diesem Zeitpunkt hatte Dehn noch nicht die älteste deutsche Handschrift in Wolfenbüttel von 1608 entdeckt. Die aramäische Version von Buch I aus Oxford wurde bereits als Reprint der Ausgabe 1995 beigefügt, konnte nicht editorisch näher berücksichtigt werden. Erst in der stark überarbeiteten gleichnamigen Zweitauflage 2001 wird die aramäische Version verbunden mit ihrem erneuten Reprint auch inhaltlich mit Rat und Übersetzung Rabbi Salomon Almekias-Siegls (* 1946), des ehemaligen Landesrabbiners von Sachsen, in den Text eingearbeitet. Dabei wird der deutsche Text erstmals in Fußnoten näher erläutert. Auch Dehns Entdeckung und Auswertung zwei der ältesten deutschen Abraham von Worms-Handschriften in Wolfenbüttel fand Eingang in diese Edition. Dehns Nachforschungen im Februar/März 1999 führen dazu, dass er seiner Meinung nach den Ort Araki in Oberägypten, zwischen Nag Hammadi und Luxor, wiederentdeckt. Die magisch-sympathetische Rezeptsammlung von Buch II, die viele biblische Gebete und Wortmagie zur Krankenheilung enthält, wird, soweit möglich, um eine Bibelkonkordanz erweitert. 2001 kündigt Dehn einen zweiten Band über die Praxis der Magie des Abraham von Worms an. 2006 erschien eine englische Übersetzung.

## Wirkungsgeschichte
Abrahams Werk prägte in Teilaspekten den Hermetic Order of the Golden Dawn und den Ordo Templi Orientis mit. Aleister Crowley experimentierte damit zur Anrufung seines Schutzengels. Eine aus dem ersten Buch im elften Kapitel stammende Sentenz des Abraham „Willst du Biene sein und Honig saugen, so findest du bei mir Überfluss, willst du aber mutwillig zur Spinne werden, so kannst du auch aus einem Kieselstein Gift locken.“ illustriert vielfältige praktische Verwendungsmöglichkeiten und denkbare Zielrichtungen dieser Form mittelalterlicher Ritualmagie, was Crowley wohl besonders angesprochen haben dürfte.
Religionswissenschaftlich gehört der Text des Abraham zur Theurgie (auch weiße Magie) oder praktischen Kabbala.

### Primärliteratur
Manuskripte
- Abraham eines Juden von Wormbs unter einander versteckte, zum Theil aus der Cabala und Magia gezogene, zum Theil durch vornehme Rabbiner als Arabern und anderen, wie auch von seinem Vatter Simon erhaltene, nachgehends aber meistentheils selbst erfahrne und probirte, in diese nachfolgende Schrift verfaßte und endlichen seinem jüngeren Sohn Lamech hinterlassene Künste. So geschehen und getrieben 1404. 17. Jhdt., 147 Bl. Herzog August Bibliothek, Wolfenbüttel, Cod.Guelf. 10.1 b Aug. 2° (Heinemann-Nr. 2112[34], Katalogeintrag; auf Bl. 147 ein Kodierungs-Schlüssel Ungefährlicher Clavis wie Abraham eines Juden zu Wormbs vorhergehende Schrift und Künste dem rechten Verstande nach zu resolviren seyen).
- Abrahams, eines Juden aus Worms, des Sohnes Simons, Buch der alten Magie. Anfang 17. Jhdt., 31 Bl. Herzog August Bibliothek, Wolfenbüttel, Cod.Guelf. 47.13 Aug. 4° (Heinemann-Nr. 3488, Katalogeintrag; Text auf Bll. 1–31 einer Sammelhandschrift, die folgende Handschrift von gleicher Hand ist Jüdische Gebete von S. J. aus den Jahren 1608 und 1609).
- Abraham eines Juden von Worms Magia. 17. Jhdt., 67 Bl. Herzog August Bibliothek, Wolfenbüttel, Cod. Guelf. 13.12 Aug. 4° (Heinemann-Nr. 3037, Katalogeintrag; Teilabschrift bis einschließlich III. Buch, Kap. 3 in der Hand von Herzog August).
- Cabala mystica Aegyptiorum et Patriarcharum, das ist das Buch der wahren alten und göttlichen Magia geschrieben von Abraham den Sohn Simonis an seinen jüngern Sohn Lamech. Ca. 1750, 232 Bl. Sächsische Landesbibliothek, Dresden, Cod.mag.15 [=N.116] (Katalogeintrag, Digitalisat).
- Magia Abraham oder Underricht von der Heiligen Cabala. 18. Jhdt., 294 S. Sächsische Landesbibliothek, Dresden, Mscr.Dresd.N.111, (Digitalisat, auf der 1. Seite Signatur „TS“).
- Sefer Segullot Melachim. Bodleian Library, Oxford, MS. OPP. 594.
- La sacrée Magie que Dieu donna à Moyse, Aaron, David, Salomon, e à d'autres saints patriarches et prophètes, qui enseigne la vraye sapience divine, laisée par Abraham à Lamech son fils, traduite de l'hebreu 1458. Bibliothèque de l’Arsenal, Paris, MS 2351.

Druckausgaben
- Die egyptischen großen Offenbarungen, in sich begreifend die aufgefundenen Geheimnißbücher Mosis; oder des Juden Abraham von Worms Buch der wahren Praktik in der uralten göttlichen Magie und in Erstaunlichen Dingen, wie sie durch die heilige Kabbala und durch Elohym mitgetheilt worden. Sammt der Geister und Wunder-Herrschaft, welches Moses in der Wüste aus dem feurigen Busch erlernet, alle Verborgenheiten der Kabbala umfassend. Aus einer hebräischen Pergament-Handschrift von 1387 im XVII. Jahrhundert verteutscht und wortgetreu herausgegeben. Peter Hammer, Köln 1725. Ein Nachdruck dieser Ausgabe erschien bei Johann Scheible, Stuttgart ca. 1850.
- Samuel Liddell MacGregor Mathers: The Book of the Sacred Magic of Abra-Melin the Mage as delivered by Abraham the Jew unto his Son Lamech – A Grimoire of the Fifteenth Century. Watkins, London 1898 (Übersetzung der französischen Übersetzung MS 2351 der Bibliothek des Arsenal).
- Johann Richard Beecken (Hrsg.): Die heilige Magie des Abramelin von Abraham. Schikowski, 1957, DNB 450015319.
- Jürg von Ins (Hrsg.): Das Buch der wahren Praktik in der göttlichen Magie. (= Diederichs Gelbe Reihe 77). 1988, ISBN 3-424-00927-X.
- Georg Dehn (Hrsg.): Buch Abramelin. 1. Ausgabe, 2. Auflage. Araki Verlag, 2001, ISBN 3-936149-00-3. Englische Übersetzung: Georg Dehn: The Book of Abramelin : A New Translation. Übersetzt von Steven Guth. Red Wheel Weiser, 2006, ISBN 0-89254-127-X.

### Sekundärliteratur
- George Chevalier: The Sacred Magician. Paladin, Frogmore 1976, ISBN 0-586-08239-5.
- Carlos Gilly: Cimelia Rhodostaurotica – Die Rosenkreuzer im Spiegel der zwischen 1610 und 1660 entstandenen Handschriften und Drucke. Amsterdam, In de Pelikan 1995, S. 18–19 (über die Manuskripte der Schrift des Abraham von Worms in der Herzog August Bibliothek Wolfenbüttel)
- Geoffrey James: Engelszauber – Die verbotene Kunst. Heyne Verlag, 1999, ISBN 3-89631-184-0.
- Peter-Robert König (Hrsg.): Abramelin & Co. Hiram-Edition, 1995, ISBN 3-927890-24-3.[24]
- Jason Augustus Newcomb: 21st Century Mage: Bring the Divine Down to Earth. Red Wheel/Weiser, USA 2002, ISBN 1-57863-237-4.